# Édouard Lièvre

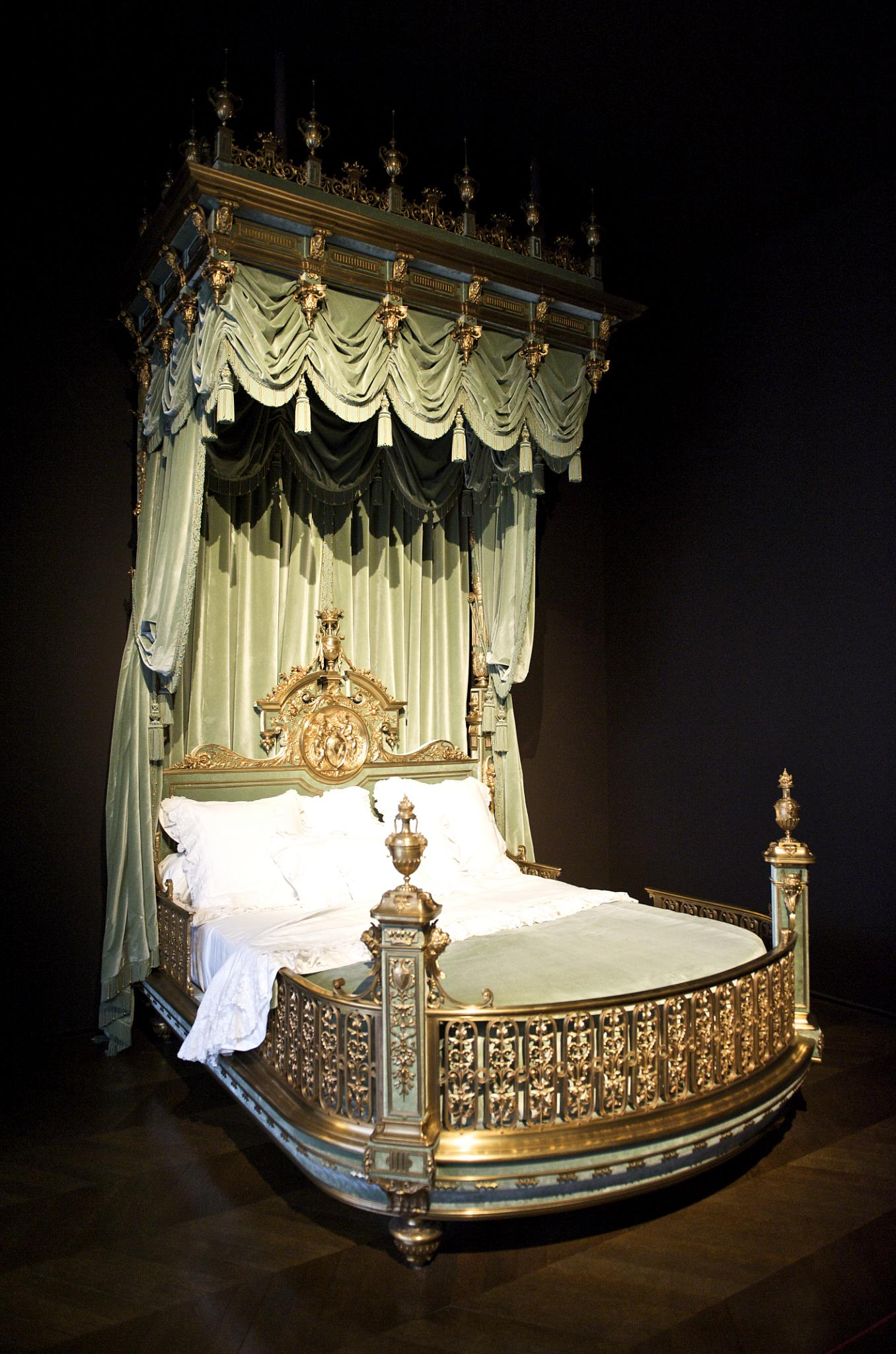
Édouard Lièvre: Paradebett der Valtesse de la Bigne (um 1875)

Édouard Lièvre (* 22. September 1828 in Blâmont, Département Meurthe, Frankreich; † 26. November 1886 in Paris) war ein französischer Zeichner, Maler, Graphiker und Kunsttischler (Ebenist).

## Leben
Lièvre begann sehr jung in einer lithografischen Druckerei in Nancy zu arbeiten. Danach fand er Anstellung in einer Giesserei in der Nähe von Vaucouleurs, fertigte jedoch in seiner Freizeit Zeichnungen der verschiedenen Produkte der Giesserei an. In Paris begann er mit Entwurfszeichnungen für Bronzegiessereien sowie mit Porträts und Aquarellen. Sein Lehrmeister für die Künste des Aquarells und der Gouachen war Théodore Valério. In den 1850er Jahren arbeitete er einige Zeit mit Thomas Couture zusammen. Ein Aquarell des Hauptwerke von Couture Die Römer in der Zeit der Dekadenz zeigte Lièvre im Salon des Jahres 1859.
Nachdem der französische Staat Anfang der 1860er-Jahre die Sammlung Sauvageot für den Louvre angekauft hatte, fertigte Lièvre die Illustrationen für das Buch La Collection Sauvageot von Alexandre Sauzay. Es folgten weitere umfangreiche Arbeiten zu Kunstbüchern verschiedener Autoren.
In den letzten 10 Lebensjahren war Lièvre ein begehrter Entwerfer von Möbeln im japonisierenden Stil. In seiner Werkstatt, in welchem sein jüngerer Bruder Justin mitarbeitete, entstanden kleine Bronzeobjekte wie Vasen, Blumenbänke und Duftspender. Von seinen Möbeln werden heute einige in Pariser Museen gezeigt. Weitere Schränke des Künstlers erzielten in den Jahren 2008 und 2009 bei Auktionen in London und Köln Höchstpreise.
Nach Lièvres Tod erwarben die Brüder Georges und Henri Pannier aus dem Nachlass verschiedene Möbel, Bronzen und Bronzemodelle sowie Entwurfszeichnungen, die ihnen die Möglichkeit gaben, die verschiedensten Objekte und Möbel für ihr Möbelhaus L'Escalier de Cristal herstellen zu lassen.

## Illustrationen zu Kunstbänden
- 1863: Alexandre Sauzay: La Collection Sauvageot. Nobel et Baudry, Paris; 2 Bände.
- 1868: Le Musée universel. 2 Bände, auf Gallica abrufbar.
- 1866/1869: Félicien de Saulcy: Les Collections célèbres d'œvres d'art dessinées et gravées d'après les originaux. Goupil, Paris; 2 Bände, auf Gallica abrufbar.
- 1870: Les Arts décoratifs.
- 1870: Le Cours d'ornements.
- 1872: Félix Braquemond: Works of Art in the Collections of England. Holloway, London 1873.
- 1875: Les Maîtres anciens et contemporains.

## Werke
- 1867 bis 1877: Japanisierender Teetisch aus Palisander in Zusammenarbeit mit Paul Sormani entstanden
- 1877: Paradebett in Bronze der Kurtisane Valtesse de la Bigne, seit 1911 im Pariser Musée des Arts décoratifs zu sehen.
- 1877: Japonisierender Schrank aus der Auktion Lempertz 2009.
- ohne Datum: dito aus einer Londoner  Auktion des Jahres 2008.
- um 1880: Japanisierender Schrank, im Cabinet des Médailles der Bibliothèque nationale de France, Paris.